# علم جبل طارق
اشتق علم جبل طارق من شعار جبل طارق الذي صممته الملكة الكاثوليكية إيزابيلا الأولى ملكة قشتالة في 10 يوليو 1502. وقد تمّ اعتماده رسميًا في 8 نوفمبر 1982، ويتكون من شريطين أفقيين غير متساويين أعلاهما الأبيض وأسفلهما الأحمر وفي وسط العلم توجد قلعة حمراء مربوط بها مفتاح ذهبي.

## الوصف
«شعار العلم يجب أن يكون الثلثان العلويان فيه حقلاً أبيض، وفي الحقل الابيض توجد قلعة حمراء، وأسفل القلعة، على الثلث الآخر من شعار العلم، والذي يجب أن يكون حقلًا أحمر يجب أن يكون فيه خط أبيض بين القلعة والحقل الأحمر المذكور، يجب أن يكون هناك مفتاح ذهبي معلق بسلسلة من القلعة المذكورة، كما هو موضح هنا».

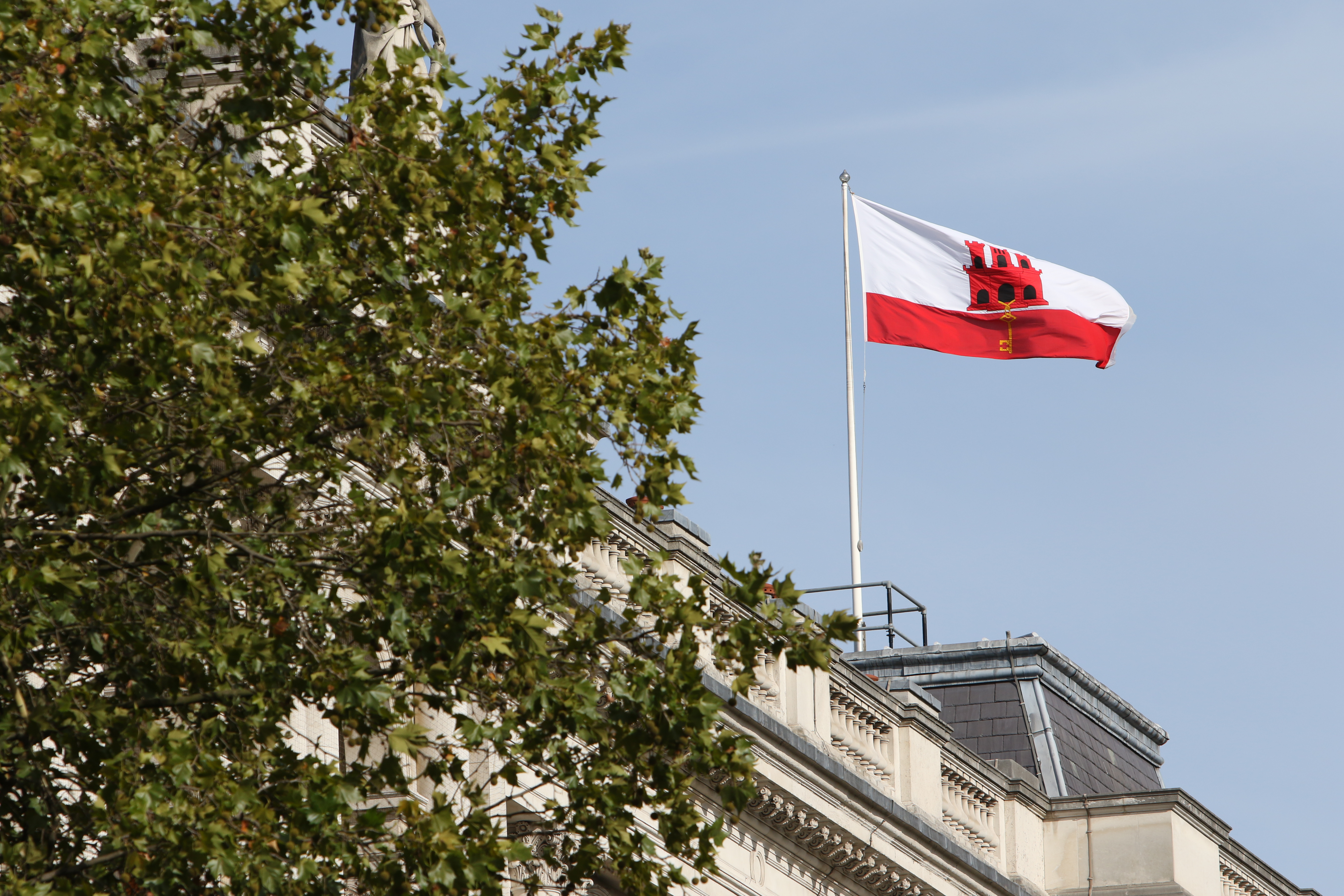
Flag of Gibraltar atop a building

تم إصدار العلم في عام 1982 ويتكون من شريطين أفقيين من الأبيض (أعلى، عرض مزدوج) وأحمر مع قلعة حمراء مكونة من ثلاثة أبراج في وسط الشريط الأبيض؛ يتدلى من بوابة القلعة مفتاح ذهبي تتمحور في الشريط الأحمر. يختلف العلم عن علم أقاليم ما وراء البحار البريطانية الأخرى، من حيث أنه ليس راية بريطانية ولا يتميز بعلم الاتحاد بأي شكل من الأشكال. لا تشبه القلعة أي قلعة في جبل طارق ولكن من المفترض أن تمثل قلعة جبل طارق. يقال إن المفتاح يرمز إلى أهمية القلعة حيث كان ينظر إلى جبل طارق على أنه المفتاح لإسبانيا من قبل المغاربة والإسبان ولاحقًا كمفتاح للبحر الأبيض المتوسط من قبل البريطانيين. [بحاجة لمصدر]

## الاستخدام
يُرفع العلم في جميع أنحاء جبل طارق، أحيانًا بشكل رسمي جنبًا إلى جنب مع علم الاتحاد وعلم الكومنولث. تشمل الأماكن البارزة التي ترفع العلم الحدود مع إسبانيا، أعلى صخرة جبل طارق ومبنى البرلمان.
العلم هو رمز لقومية جبل طارق ويحظى بشعبية كبيرة بين سكان جبل طارق. بمناسبة العيد الوطني لجبل طارق (10 سبتمبر)، تعلق العديد من المنازل والمكاتب في جبل طارق العلم من نوافذها وشرفاتها، بل إن بعض الأفراد يرتدون العلم ويلبسون سياراتهم بالعلم في احتفالات اليوم الوطني. وقد شوهد هذا أيضًا خلال احتفالات عام 2004 بالذكرى المئوية الثانية لجبل طارق البريطاني. [بحاجة لمصدر]
يُرفع العلم في جميع أنحاء جبل طارق، أحيانًا بشكل رسمي جنبًا إلى جنب مع علم الاتحاد وعلم الكومنولث. تشمل الأماكن البارزة التي ترفع العلم الحدود مع إسبانيا، أعلى الصخرة ومبنى البرلمان.[بحاجة لمصدر]
العلم هو رمز لقومية جبل طارق ويحظى بشعبية كبيرة بين سكان جبل طارق. بمناسبة العيد الوطني لجبل طارق (10 سبتمبر)، تعلق العديد من المنازل والمكاتب في جبل طارق العلم من نوافذها وشرفاتها، بل إن بعض الأفراد يرتدون العلم ويلبسون سياراتهم بالعلم في احتفالات اليوم الوطني. وقد شوهد هذا أيضًا خلال احتفالات عام 2004 بالذكرى المئوية الثانية لجبل طارق البريطاني. [تحقق من المصدر]

## معرض الصور

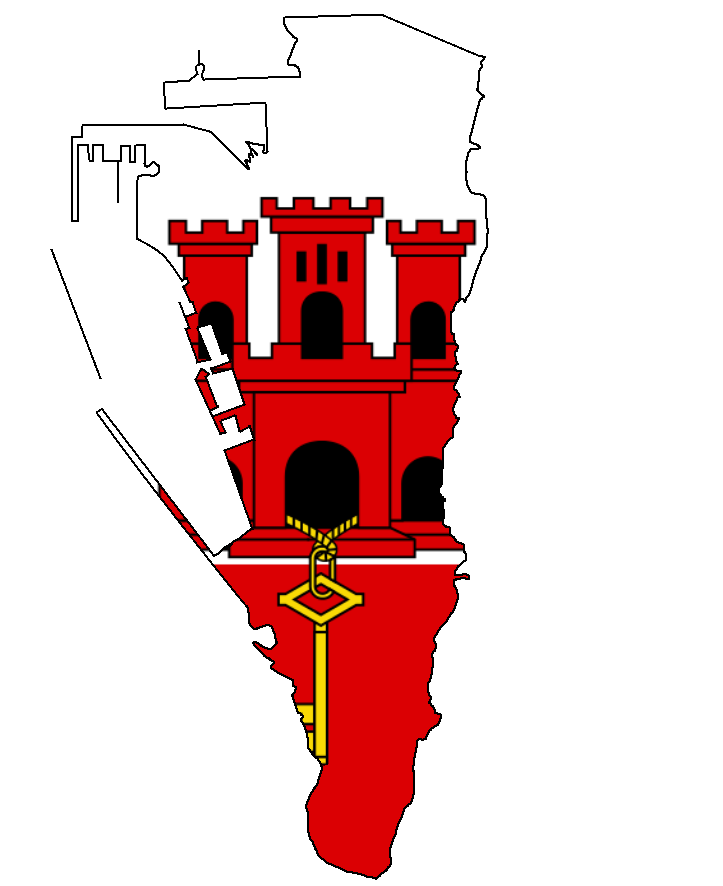
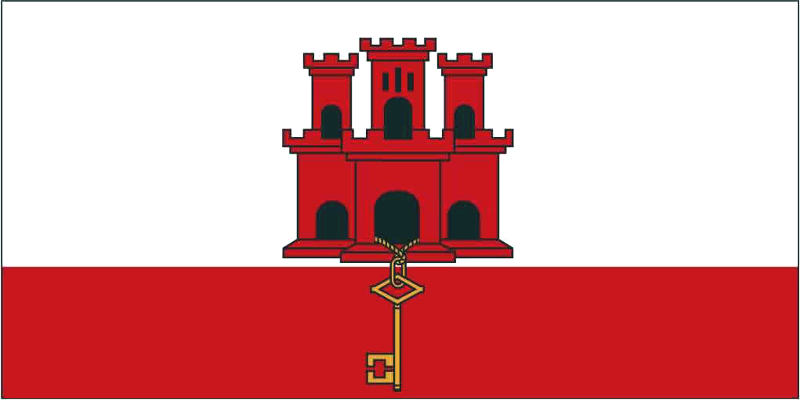
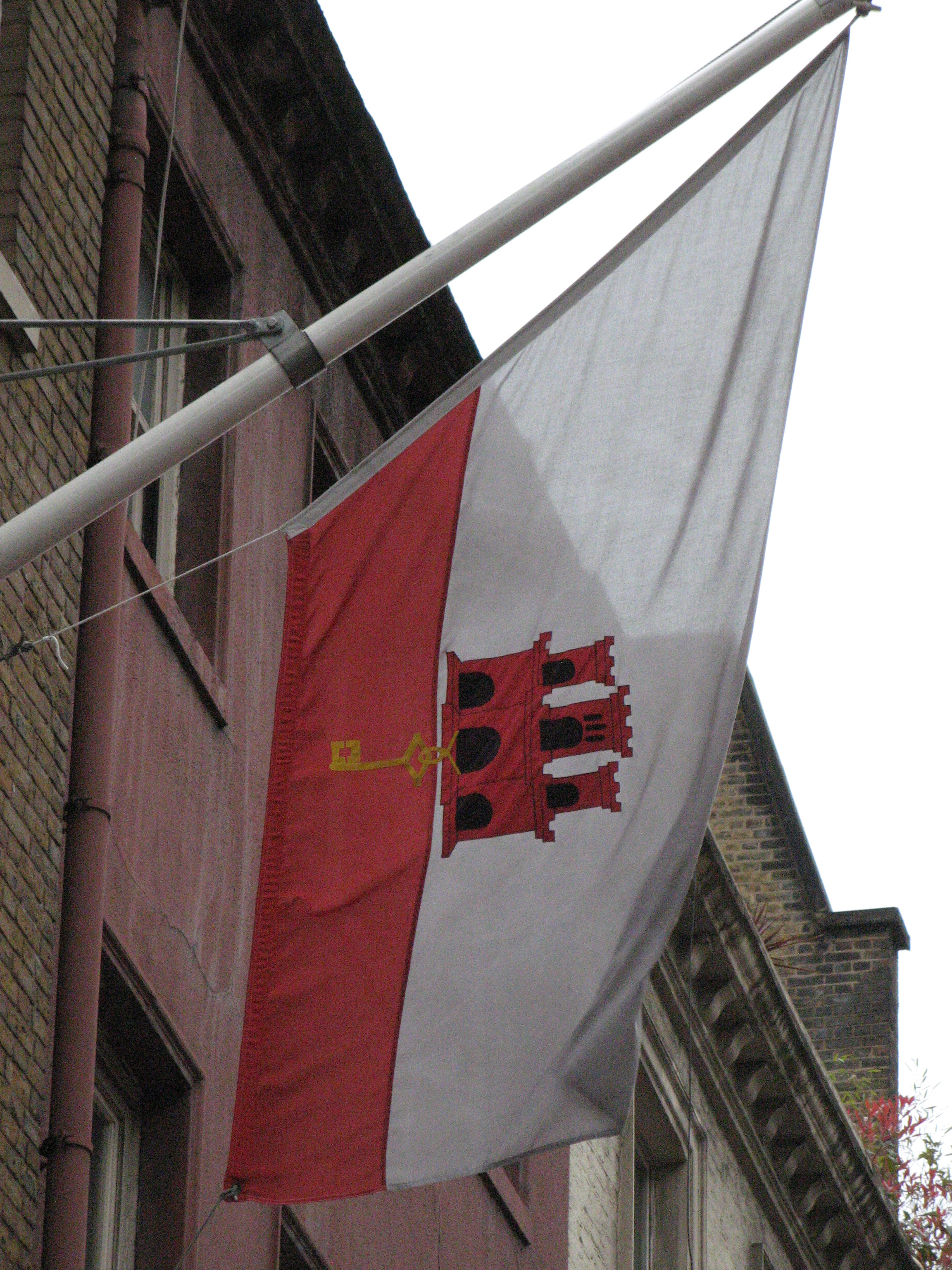
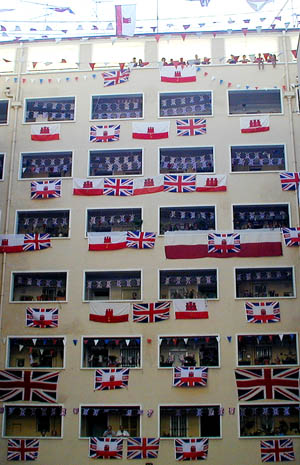
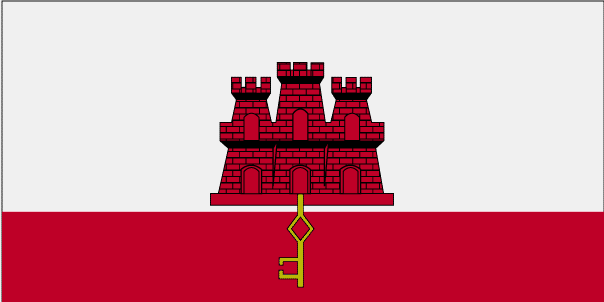
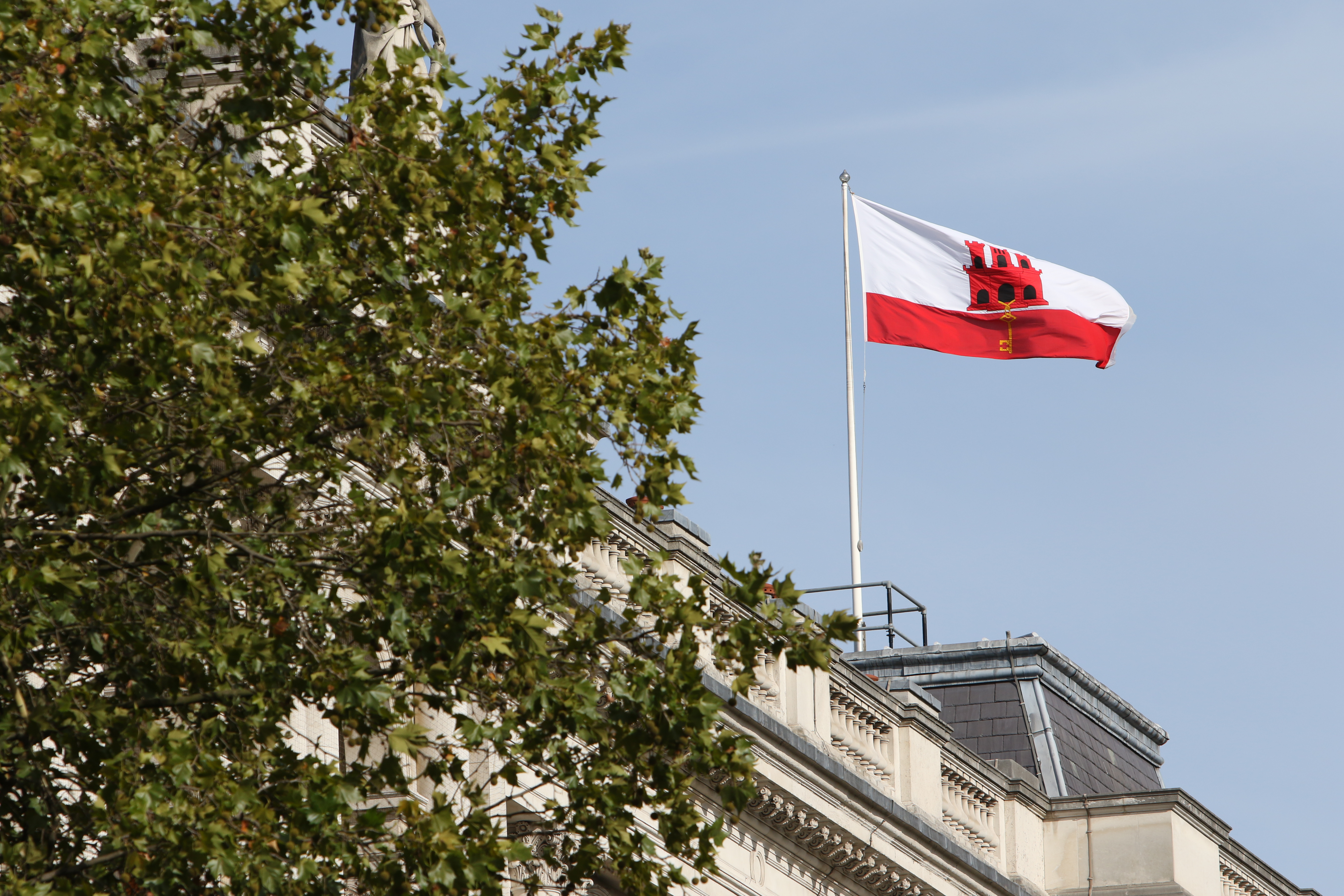
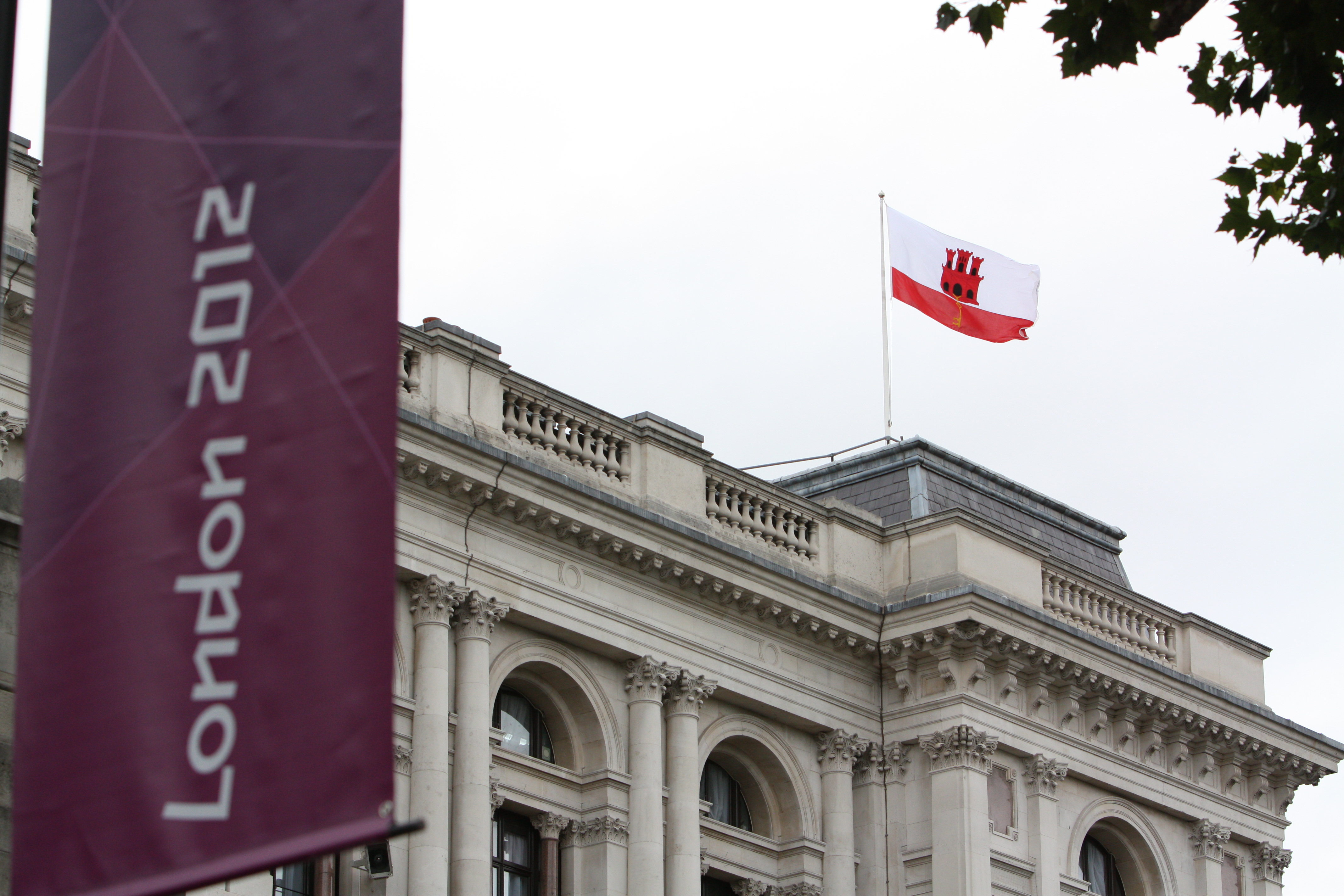
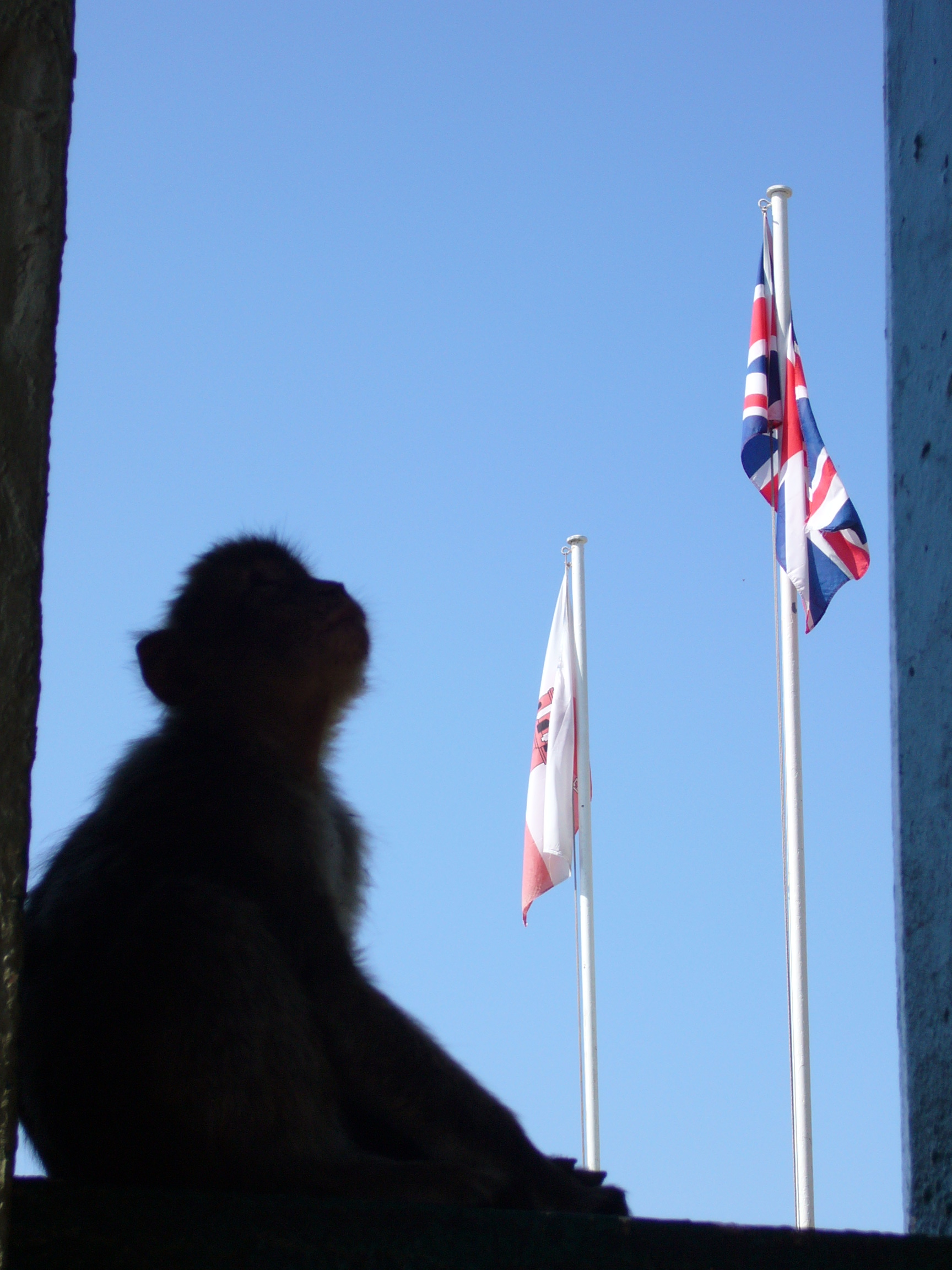
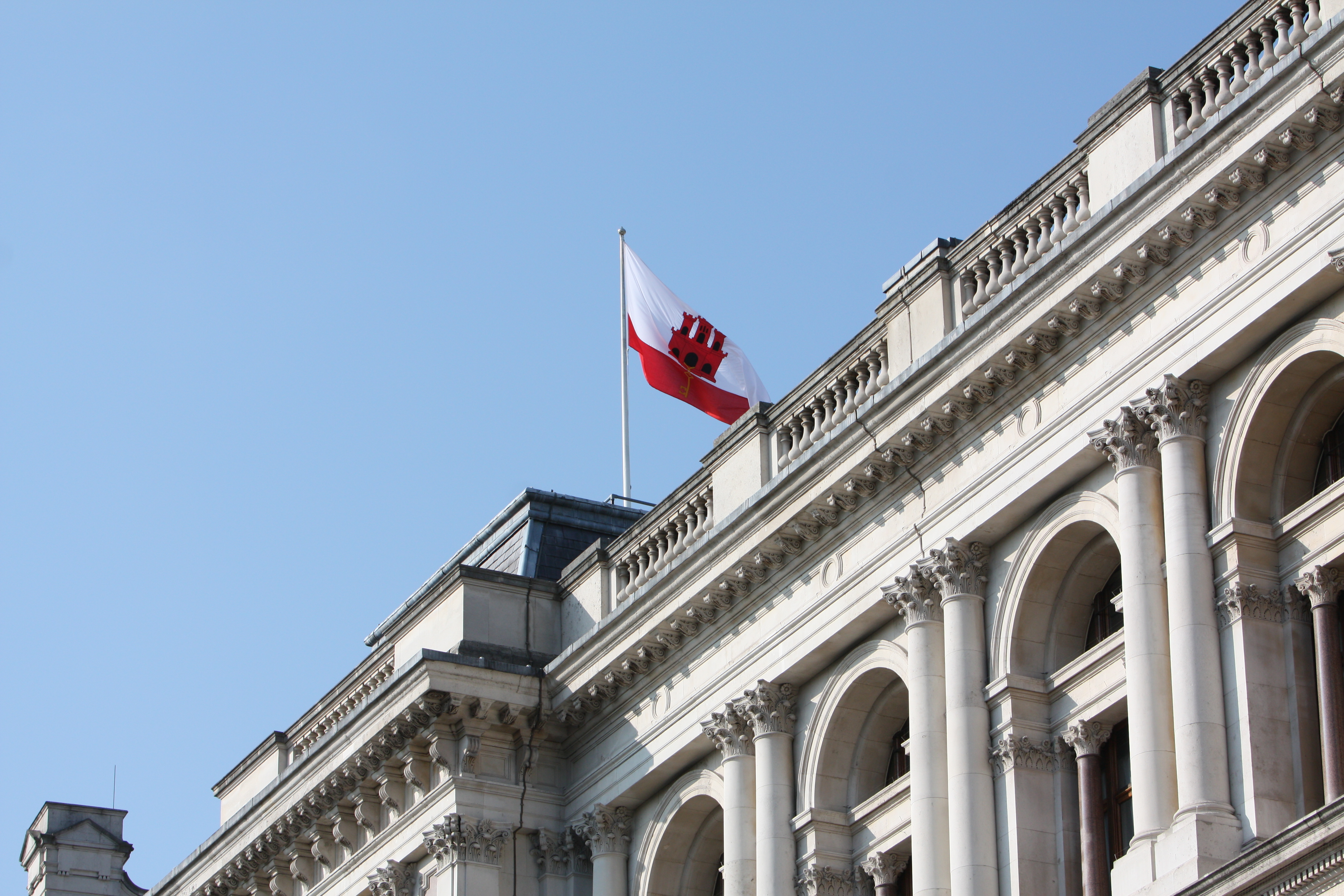
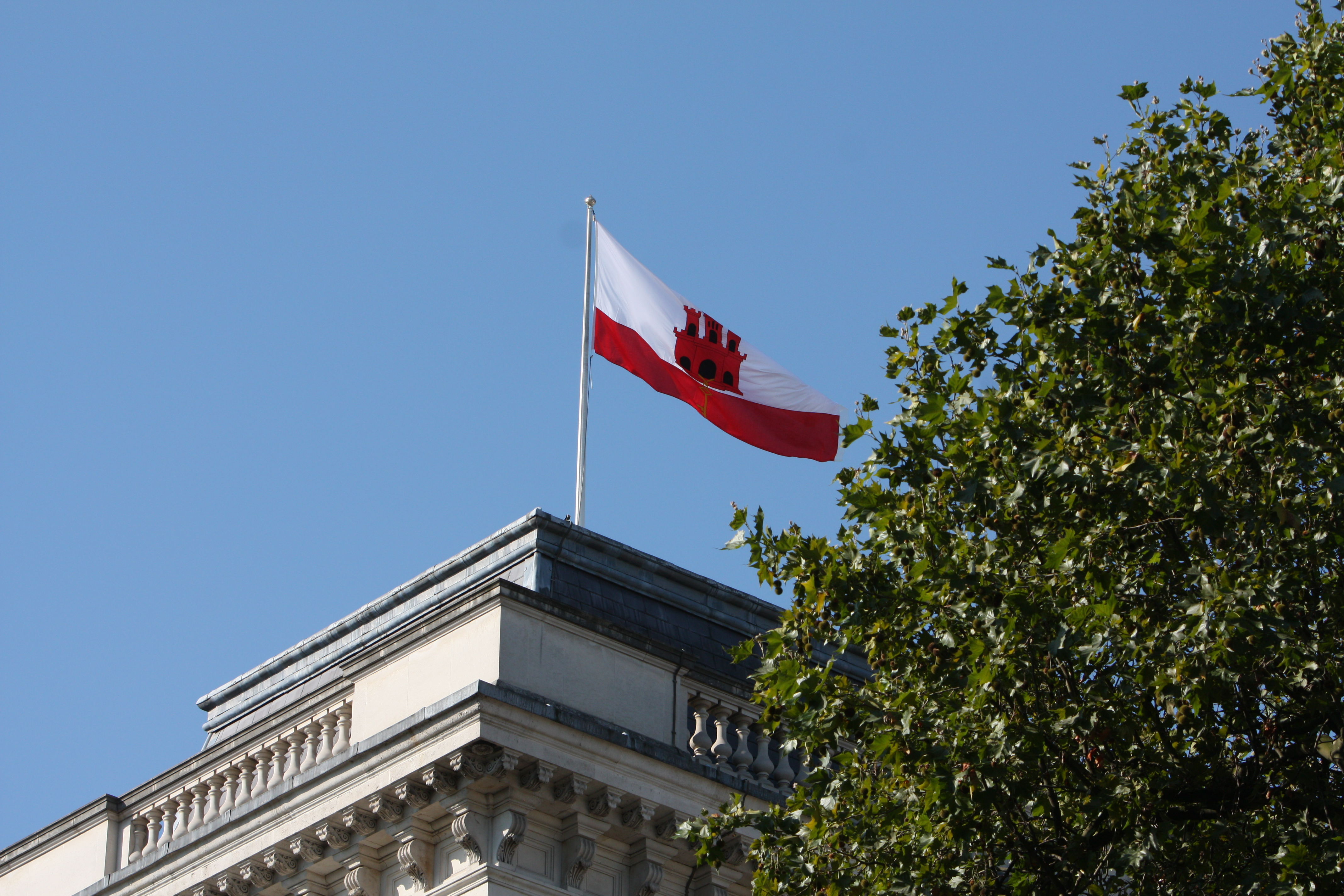
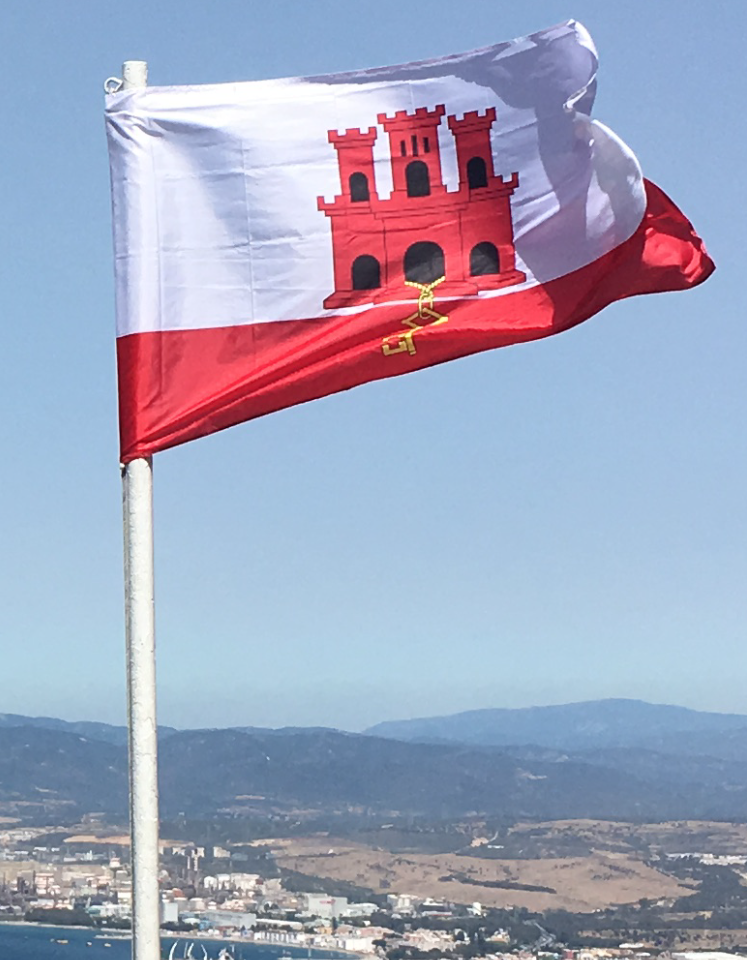
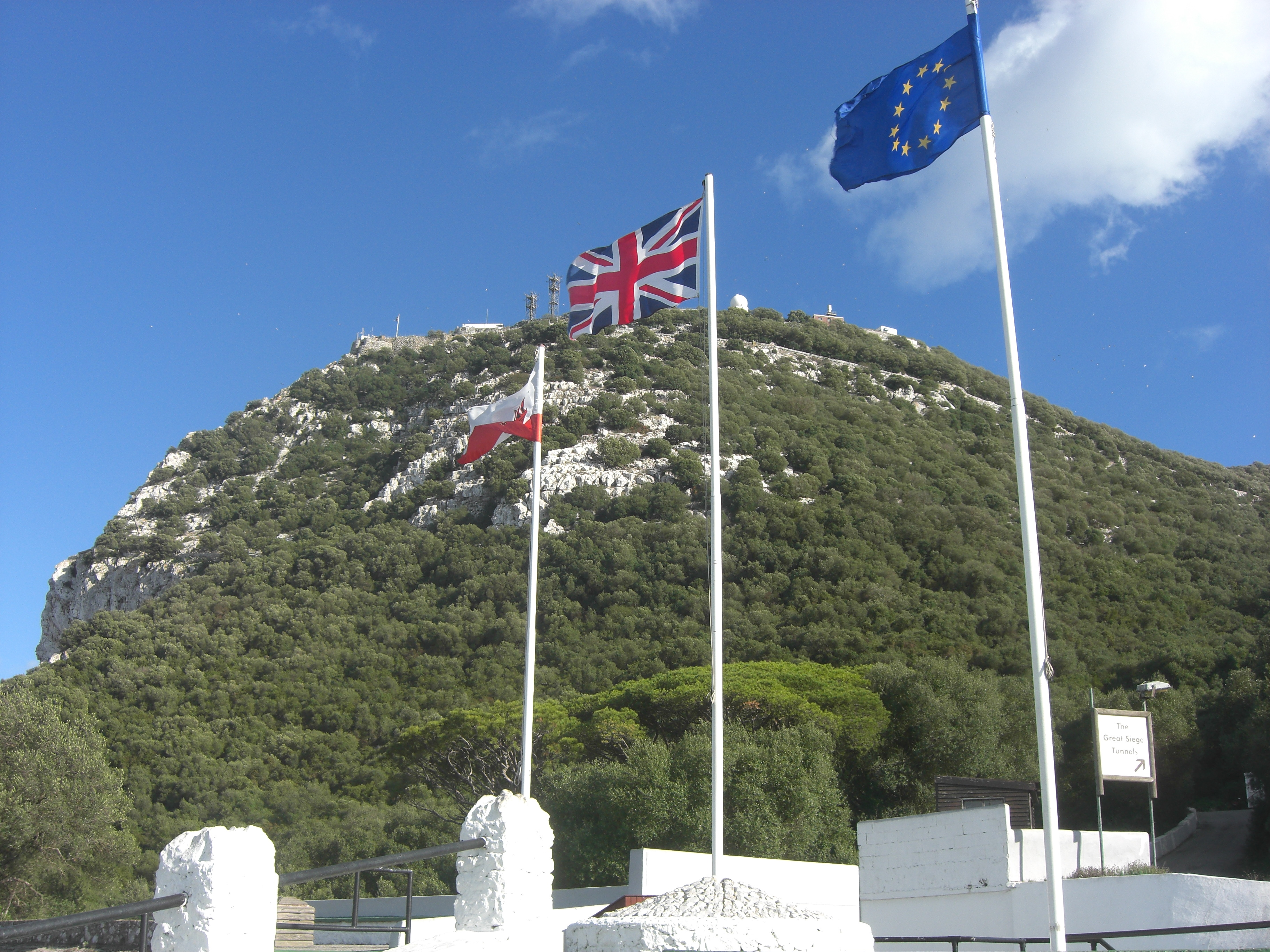
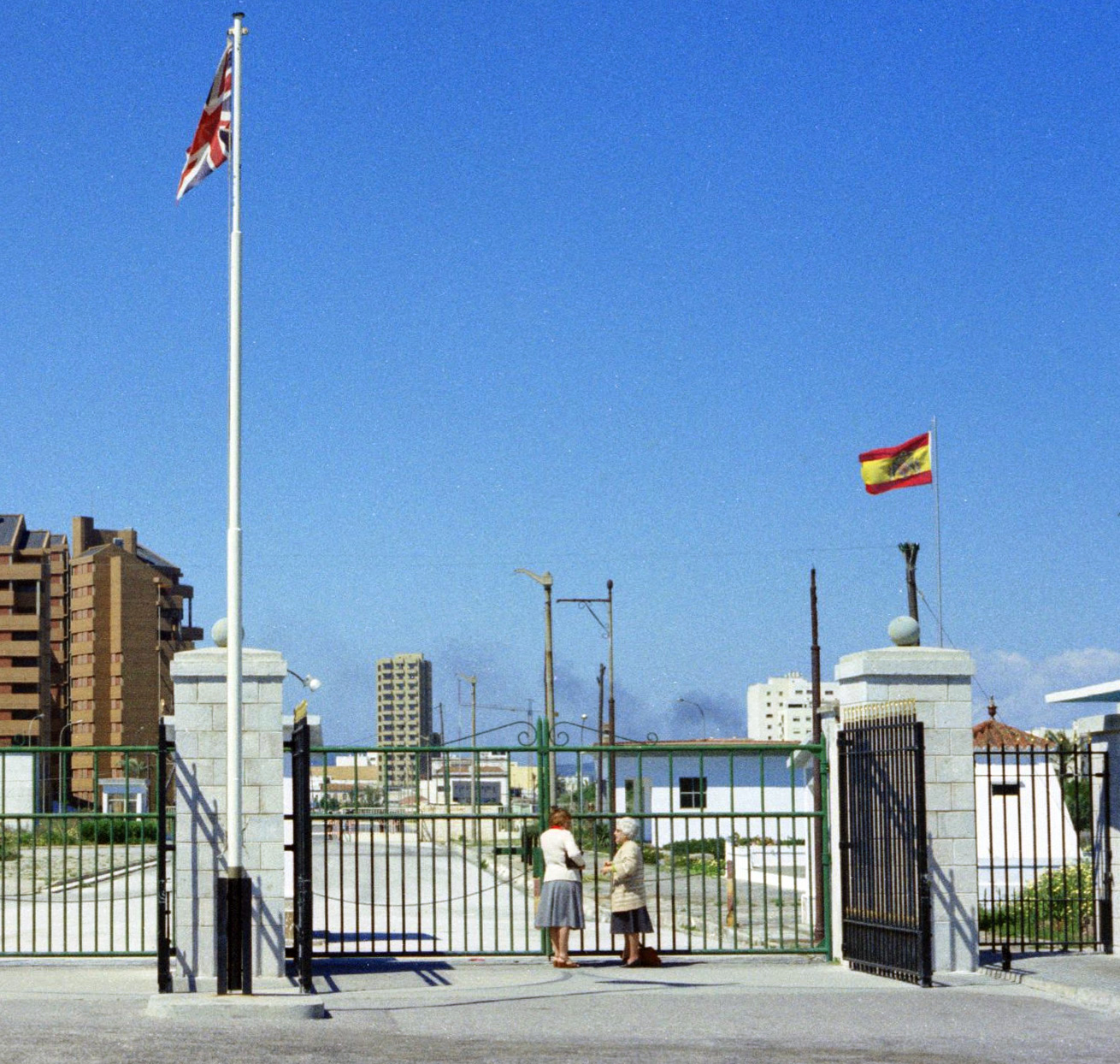
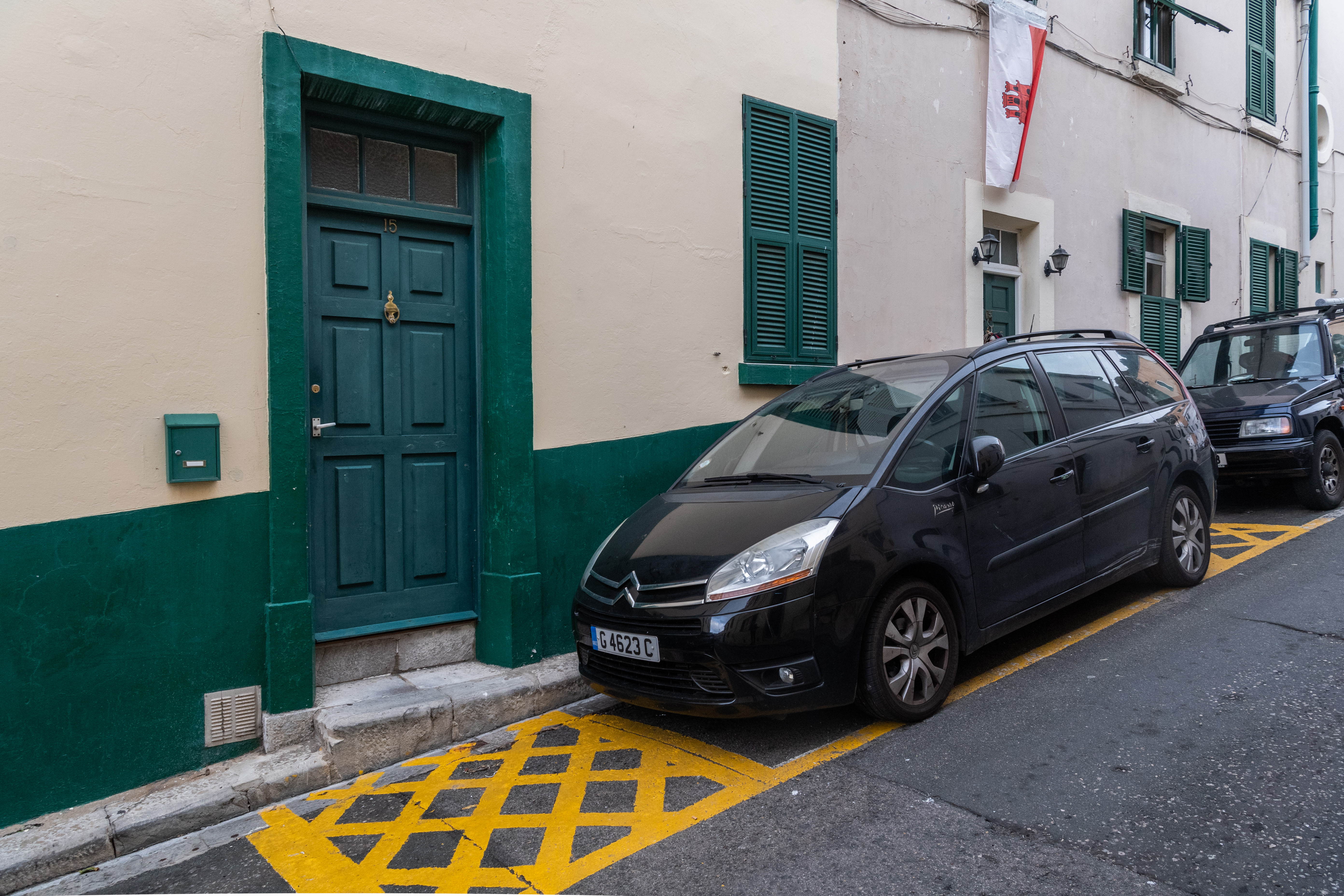
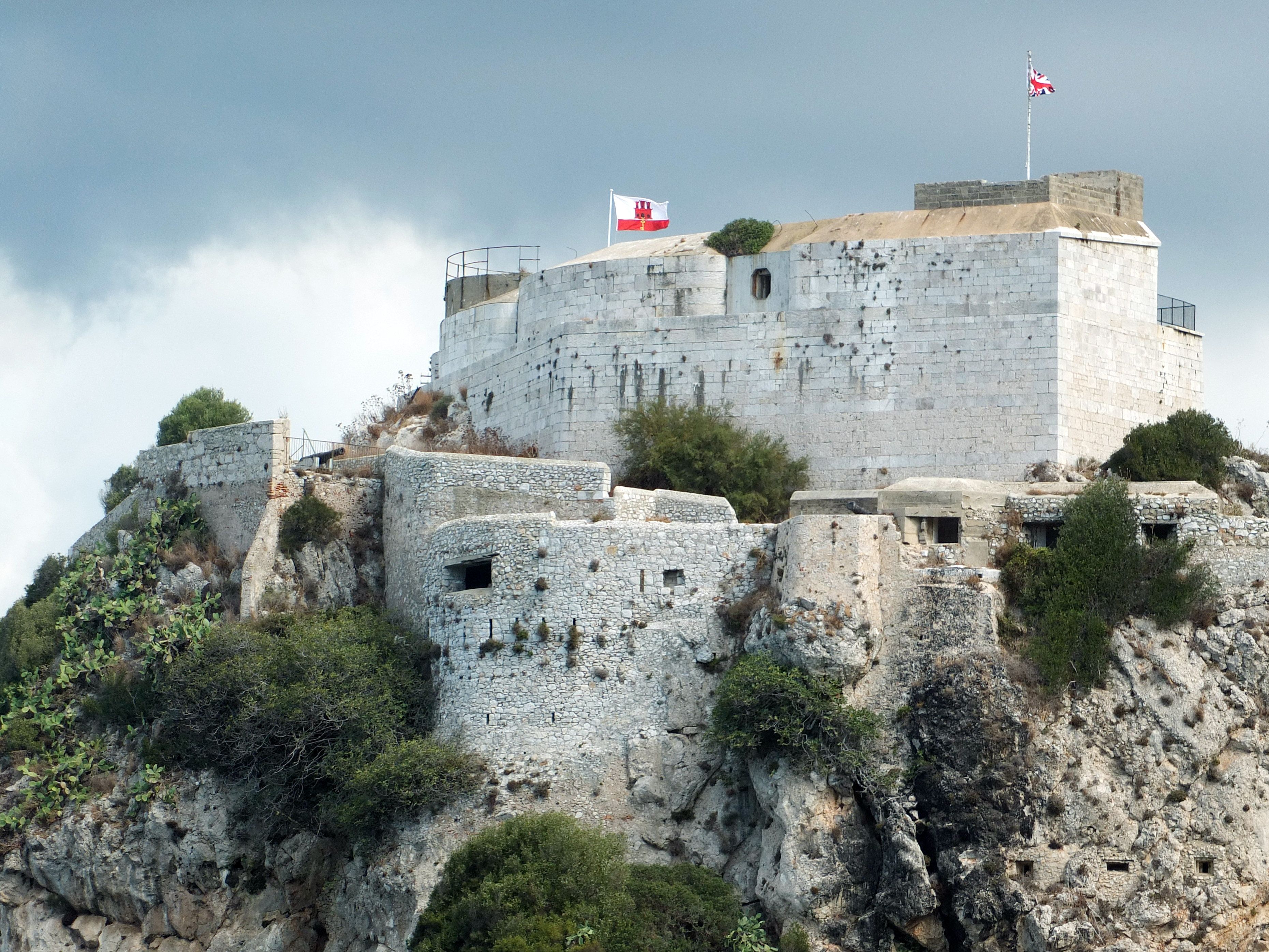

## الاعلام التاريخية

### الرايات الحكومية
- الرايات الحكومية  (1939–1999)
- الرايات الحكومية (1921–1939)
- الرايات الحكومية (1875–1921)

### أعلام الحاكم
- علم حاكم جبل طارق (1939–1982)
- علم حاكم جبل طارق (1875–1939)